# Estorvo
Estorvo é o primeiro romance de Chico Buarque, foi escrito no Rio de Janeiro, finalizado em Paris em 1990 e publicado em 7 agosto de 1991 pela editora Companhia das Letras.

## Produção e lançamento
Para produzir seu primeiro romance, Chico Buarque paralisou a carreira musical durante 13 meses (entre maio de 1990 e junho de 1991). Pela primeira vez utilizou-se de um micro-computador (presenteado por sua então esposa Marieta Severo) para escrever 141 páginas divididas em 11 capítulos. O livro quase não foi lançado devido ao editor Luiz Schwarcz perder o disquete com o texto original. Por sorte Chico havia entregado uma cópia impressa do trabalho, que serviu de base para a produção do livro.  Seu lançamento foi marcado para a V Feira Internacional do Livro no Rio (Centro) em agosto de 1991. A tiragem inicial, estabelecida em 30 mil cópias, esgotou-se dois dias após o lançamento. Ao mesmo tempo, 3 editoras estrangeiras adquiriram os direitos de lançamento do livro.

## Enredo
No livro, o autor narra a história de um personagem atormentado por acontecimentos estranhos. Ao mesmo tempo, mergulha em situações reais e familiares.

## Recepção
O romance recebeu o Prêmio Jabuti de melhor romance em 1992.
"...o que sobressai é a escrita mais exigente da literatura. Ponto para este cantor e compositor de grande renome, que consegue a proeza de que não o reconheçam nessa obra, a não ser pela assinatura, e por uma de suas qualidades nem sempre bem observadas: o humor fino, muitas vezes cruel, mas em tudo ajustado ao drama brasileiro, que atualmente se representa na boca do lixo em que se transformou a comunicação de massa no país."
— Sérgio Sant'Anna, Jornal do Brasil, 3 de agosto de 1991
"Este romance de Chico Buarque, logo à primeira leitura, afirma-se como uma demonstração exemplar disso mesmo. Estorvo é, quanto a mim, uma peregrinação alucinada em demanda das raízes perdidas, através dum percurso existencial povoado de assombro e de solidão. Aqui todas as funções de equilíbrio das estruturas sociais - família, amizade, poder - perdem a sua consistência formal logo ao primeiro embate e entram em ruptura quando o olhar do protagonista (e do escritor) se prolonga sobre elas."
— José Cardoso Pires, Folha de S. Paulo, 9 de janeiro de 1994
"Estorvo é um livro brilhante, escrito com engenho e mão leve. [...] Esta disposição absurda de continuar igual em circunstâncias impossíveis é a forte metáfora que Chico Buarque inventou para o Brasil contemporâneo, cujo livro talvez tenha escrito."
— Roberto Schwarz, Veja

## Capa
Durante a produção da capa e da arte gráfica-dirigidas por Hélio de Almeida, o autor solicitou à editora que seu nome fosse escrito "Francisco Buarque", porém a editora preferiu lançar o livro com o autor sendo chamado pelo seu nome mais conhecido. A capa foi lançada com uma sobrecapa de acetato com uma pincelada colorida sobre um fundo preto e o nome do livro em branco. Almeida fez 4 versões dessa pincelada colorida: laranja, limão, vermelho e rosa.